# Sławomir Augustyniak
Sławomir Augustyniak (ur. 15 sierpnia 1969 roku w Łodzi) – polski siatkarz, potem trener.
Karierę siatkarską rozpoczynał w Resursie Łódź. Potem reprezentował barwy Chrobrego Głogów i Legii Warszawa, a zakończył w 2000 roku w Skrze Bełchatów.
Z warszawską drużyną zdobył Puchar Polski w 1995 roku oraz wywalczył srebrny medal mistrzostw kraju w sezonie 1995/1996.
Pracę szkoleniową rozpoczął w Skrze Bełchatów. Od 2000 roku trenuje jej rezerwowy zespół, który pod jego kierownictwem awansował na zaplecze ekstraklasy.